# 劉昼
劉 昼（劉晝、りゅう ちゅう、生没年不詳、6世紀後期）は、北斉の文人。字は孔昭。本貫は勃海郡阜城県。
現存する著作に、諸子百家に倣った『劉子』がある。

## 経歴
若くして父を失い、貧苦の中で勉学して倦むことがなかった。儒者の李宝鼎と同郷であったことから、その三礼の授業を受けた。また馬敬徳に師事して『春秋左氏伝』の服虔注を学んだ。地方にあって古典籍が少なかったことから、都の鄴に入った。太府少卿宋世良の家に書が多いことを知ると、訪問して読みふけった。
冀州に帰り、秀才に挑戦したが、策問では及第しなかった。文章を学ばなかったことを反省して、詞語をつづりあわせると、その表現は古拙なものとなった。「六合」と題する1首の賦を作ったが、魏収に愚かとけなされ、邢卲には皮膚病の駱駝のようだとこき下ろされた。
劉昼は秀才に挑戦すること10年で及第できなかったことから、発奮して『高才不遇伝』4巻を著した。冀州刺史の酈伯偉がこれを見て、はじめて劉昼を秀才に挙げた。劉昼は河南王高孝瑜に召し出されて、親しく遇されたが、わずかの間で立ち去った。孝昭帝が即位して、直言を好むと聞くと、劉昼は晋陽を訪れて上書したが、その意見は取り上げられることはなかった。博物奇才を自称し、誇大な発言を好み、「我が数十巻の書は後世に行われ、斉の景公の千駟でも取り替えられない価値を持つだろう」と自賛した。立ち居振る舞いはゆったりしていたが、挙動が不審だったため、官に任用されることはなかった。天統年間、家で死去した。享年は52。

## 伝記資料
- 『北斉書』巻44 列伝第36
- 『北史』巻81 列伝第69